# Теорема Левинсона
Теорема Левинсона — даёт условие гарантирующее что две системы асимптотически эквивалентны.

## Формулировка теоремы
Пусть решения системы
{\displaystyle {\frac {dx}{dt}}=Ax,\quad (1)}
где {\displaystyle A} — постоянная {\displaystyle (n\times n)}-матрица, ограничены на {\displaystyle [0,\infty )}.
Тогда система
{\displaystyle {\frac {dy}{dt}}=[A+B(t)]y,\quad (2)}
где {\displaystyle B(t)\in C[0,\infty )}и
{\displaystyle \int _{0}^{\infty }\lVert B(t)\rVert \,dt<\infty ,\quad (3)}
асимптотически эквивалентна системе {\displaystyle \quad (1)}.

## Доказательство
(Идея изложенного ниже доказательства принадлежит Брауэру )
Поскольку решения системы {\displaystyle \quad (1)} ограничены, то характеристические корни {\displaystyle \lambda \ (A)} матрицы {\displaystyle A}  удовлетворяют равенству
{\displaystyle Re\lambda \ (A)\leq \ 0,}
причем характеристические корни с нулевыми действительными частями имеют простые элементарные делители.
Без ограничения общности предположим, что матрица {\displaystyle A}  имеет квазидиагональный вид
{\displaystyle \quad A=diag(A_{1},A_{2}),\quad (4)}
где {\displaystyle \quad A_{1}}  и {\displaystyle \quad A_{2}} -- соответственно, {\displaystyle (p\times p)}- и {\displaystyle (q\times q)}-матрицы {\displaystyle \quad (p+q)} такие, что
{\displaystyle Re\lambda \ (A_{1})<-\alpha <\ 0,}
{\displaystyle Re\lambda \ (A_{2})=0,\quad (5)}
Действительно, это можно получить с помощью простых преобразований {\displaystyle \xi \ =S{\boldsymbol {x}},} и {\displaystyle \eta \ =S{\boldsymbol {y}},} где {\displaystyle \quad S} — постоянная {\displaystyle (n\times n)}-матрица, причем взаимно однозначное соответствие между новыми интегральными кривыми {\displaystyle {\boldsymbol {\xi }}(t)\Longleftrightarrow {\boldsymbol {\eta }}(t)} индуцирует взаимно однозначное соответствие между старыми интегральными кривыми {\displaystyle {\boldsymbol {x}}(t)=S^{-1}\xi (t)\Longleftrightarrow S^{-1}\eta (t)={\boldsymbol {y}}(t)}. 
Кроме того, из предельного отношения {\displaystyle {\boldsymbol {\xi }}(t)-{\boldsymbol {\eta }}(t)\to 0,} при {\displaystyle t\to \infty } очевидно, следует предельное отношение 
{\displaystyle {\boldsymbol {x}}(t)-{\boldsymbol {y}}(t)\to 0,} при {\displaystyle t\to \infty }.
{\displaystyle \quad 1)}  Пусть  {\displaystyle \quad X(t)=diag(e^{tA_{1}},e^{tA_{2}})} -- фундаментальная матрица системы {\displaystyle \quad (1),}  нормированная в нуле: {\displaystyle \quad X(t)=E,} а {\displaystyle \quad I_{1}=diag(E_{p},0),} и {\displaystyle \quad I_{2}=diag(0,E_{q}),} где {\displaystyle \quad E_{q}} и {\displaystyle \quad E_{p}} -- единичные матрицы соответствующих порядков q и p, при этом, очевидно, {\displaystyle \quad I_{1}+I_{2}=E_{n}.}
Положим {\displaystyle \quad X(t)=X_{1}(t)+X_{2}(t),} где {\displaystyle \quad X_{1}(t)=X(t)I_{1}\equiv diag(e^{tA_{1}},0),}
и {\displaystyle \quad X_{2}(t)=X(t)I_{2}\equiv diag(0,e^{tA_{2}})}.

Отсюда матрицу Коши {\displaystyle \quad K(t,\tau )\equiv X(t)X^{-1}(\tau )=X(t-\tau )} можно представить в виде:
{\displaystyle \quad K(t,\tau )=X_{1}(t-\tau )+X_{2}(t-\tau ),}
причем при условии {\displaystyle \quad (5)} имеем
{\displaystyle \lVert X_{1}(t)\rVert =\lVert e^{tA_{1}}\rVert \leq ae^{-\alpha t},}
 при {\displaystyle 0\leq t<\infty }   {\displaystyle \quad (6)}

и
{\displaystyle \lVert X_{2}(t)\rVert =\lVert e^{tA_{2}}\rVert \leq b,}
 при {\displaystyle -\infty <t<\infty } {\displaystyle \quad (7),} где {\displaystyle \quad a,b} - некоторые положительные константы.

Используя метод вариации произвольных постоянных, дифференциальное уравнение можно записать в интегральной форме
{\displaystyle \quad y(t)=X(t-t_{0}){\boldsymbol {y}}(t_{0})+\int _{t_{0}}^{t}X_{1}(t-\tau )B(\tau ){\boldsymbol {y}}(\tau )\,d\tau +}{\displaystyle \int _{t_{0}}^{t}X_{2}(t-\tau )B(\tau ){\boldsymbol {y}}(\tau )\,d\tau ,} где  {\displaystyle t\in [0,\infty )}  произвольное.
Поскольку матрица {\displaystyle \quad B(t)} абсолютно интегрирована на {\displaystyle [0,\infty ),} то все решения {\displaystyle {\boldsymbol {y}}(t)} системы {\displaystyle \quad (2)} ограничены на {\displaystyle [0,\infty ),}
и поэтому несобственный интеграл {\displaystyle \int _{t_{0}}^{\infty }X_{2}(t-\tau )B(\tau ){\boldsymbol {y}}(\tau )\,d\tau } является сходящимся.

Отсюда, учитывая, что {\displaystyle \quad X_{2}(t-\tau )=X(t-\tau )I_{2}=X(t-t_{0})X(t_{0}-\tau )I_{2}=X(t-t_{0})X_{2}(t_{0}-\tau ),} наше интегральное уравнение можно представить в виде
{\displaystyle \quad y(t)=X(t-t_{0})\left\lbrack {\boldsymbol {y}}(t_{0})+\int _{t_{0}}^{\infty }X_{2}(t_{0}-\tau )B(\tau ){\boldsymbol {y}}(\tau )\,d\tau \right\rbrack +}{\displaystyle +\int _{t_{0}}^{t}X_{1}(t-\tau )B(\tau ){\boldsymbol {y}}(\tau )\,d\tau -\int _{t}^{\infty }X_{2}(t-\tau )B(\tau ){\boldsymbol {y}}(\tau )\,d\tau (8)}
Решению {\displaystyle \quad {\boldsymbol {y}}(t)} системы {\displaystyle \quad (2)} с начальным условием {\displaystyle \quad {\boldsymbol {y}}(t_{0})={\boldsymbol {y_{0}}}} сопоставим решение {\displaystyle \quad {\boldsymbol {x}}(t)} системы {\displaystyle \quad (1)} с начальным условием 
{\displaystyle \quad {\boldsymbol {x}}(t_{0})={\boldsymbol {y_{0}}}(t_{0})+\int _{t_{0}}^{\infty }X_{2}(t-\tau )B(\tau ){\boldsymbol {y}}(\tau )\,d\tau (9)}
Поскольку решения {\displaystyle \quad {\boldsymbol {x}}(t)} и {\displaystyle \quad {\boldsymbol {y}}(t)} полностью определяются своими начальными условиями, то формула {\displaystyle \quad (9)} устанавливает однозначное соответствие между множеством всех решений {\displaystyle \lbrace {\boldsymbol {y}}(t)\rbrace } системы {\displaystyle \quad (2)} и множеством решений {\displaystyle \lbrace {\boldsymbol {x}}(t)\rbrace } (или ее частью) системы {\displaystyle \quad (1)}. Заметим, что отношение {\displaystyle \quad (9)} непрерывное относительно начального значения{\displaystyle \quad {\boldsymbol {y}}(t_{0})={\boldsymbol {y_{0}}}.}
{\displaystyle \quad 2)}  Покажем, что соответствие между решениями {\displaystyle \quad {\boldsymbol {x}}(t)} и {\displaystyle \quad {\boldsymbol {y}}(t),} что определяется формулой {\displaystyle \quad (9),} является взаимно однозначным и распространяется на все множество решений {\displaystyle \lbrace {\boldsymbol {x}}(t)\rbrace }.

Пусть {\displaystyle \quad Y(t)} -- фундаментальная матрица системы {\displaystyle \quad (1)} такая, что {\displaystyle \quad Y(t_{0})=E}. Имеем 
{\displaystyle Y(t)=X(t-t_{0})+\int _{t_{0}}^{t}X(t-\tau )B(\tau )Y(\tau )\,d\tau .}
Но из неравенств {\displaystyle \quad (6),(7)} следует {\displaystyle \lVert X(t-t_{0})\rVert \leq max(a,b)=c,}   при  {\displaystyle t\geq t_{0}};

поэтому 
{\displaystyle \lVert Y(t)\rVert \geq c+\int _{t_{0}}^{t}c\lVert B(\tau )\rVert \lVert Y(\tau )\rVert \,d\tau }
и в силу леммы Гронуолла-Беллмана находим
{\displaystyle \lVert Y(t)\rVert \geq c\,\exp(\int _{t_{0}}^{t}c\lVert B(\tau )\rVert \,d\tau )\geq c\,\exp(c\int _{0}^{\infty }\lVert B(\tau )\rVert \,d\tau )=k,\quad }
причем константа {\displaystyle \quad k} по оценке {\displaystyle \quad (10)} не зависит от выбора начального момента {\displaystyle t_{0}(t_{0}\leq 0).}
Очевидно, имеем {\displaystyle {\boldsymbol {y}}(t)=Y(t){\boldsymbol {y}}(t_{0}).}
Поэтому из формулы {\displaystyle \quad (9)} получаем {\displaystyle {\boldsymbol {y}}(t_{0})=\lbrack E+Z(t_{0})\rbrack {\boldsymbol {y}}(t_{0}),\quad } где {\displaystyle Z(t_{0})=\int _{t_{0}}^{\infty }X_{2}(t_{0}-\tau )B(\tau )Y(\tau )\,d\tau ,\quad } причем на основе {\displaystyle \quad (7),(10)} выводим
{\displaystyle \lVert Z(t_{0})\rVert \geq \int _{t_{0}}^{\infty }\lVert X_{2}(t_{0}-\tau )\rVert \lVert B(\tau )\rVert \lVert Y(\tau )\rVert \,d\tau \geq bk\int _{t_{0}}^{\infty }\lVert B(\tau )\rVert \,d\tau \quad (12).}
Поскольку матрица {\displaystyle \quad B(t)} абсолютно интегрирована на {\displaystyle \quad [0,\infty )}, то {\displaystyle \int _{t_{0}}^{\infty }\lVert B(\tau )\rVert \,d\tau \to 0} при {\displaystyle t_{0}\to \infty }, следовательно, в силу {\displaystyle \quad (12)} начальный момент {\displaystyle \quad t_{0}} можно выбрать настолько большим, чтобы имело место {\displaystyle \det \lbrack E+Z(t_{0})\rbrack >0.(13)}

В дальнейшем {\displaystyle \quad t_{0}\quad } будем считать фиксированным и предполагать наличие неравенства {\displaystyle \quad (13)}. Отсюда и из формулы {\displaystyle \quad (11)} выводим 
{\displaystyle {\boldsymbol {y}}(t_{0})=\lbrack E+Z(t_{0})\rbrack <sup>-1</sup>{\boldsymbol {x}}(t_{0}).\qquad (14)}
Поскольку формулы {\displaystyle \quad (11)} и {\displaystyle \quad (14)} равносильны, то для каждого решения {\displaystyle \quad {\boldsymbol {x}}(t)} системы {\displaystyle \quad (1)} с начальным условием{\displaystyle {\boldsymbol {x}}(t_{0})={\boldsymbol {x_{0}}}\quad }  найдется только одно решение {\displaystyle {\boldsymbol {y}}(t)\quad } системы {\displaystyle \quad (2),} которое соответствует установленному выше отношению, а именно, это решение, начальное условие {\displaystyle {\boldsymbol {y}}(t_{0})\quad } которого определяется формулой{\displaystyle \quad (14).}
Соответствие между решениями {\displaystyle {\boldsymbol {x}}(t)} и {\displaystyle {\boldsymbol {y}}(t)}, которое устанавливается формулами 
{\displaystyle \quad (11)} и {\displaystyle \quad (14),\quad } -- взаимно однозначное, т.е. каждому решению {\displaystyle {\boldsymbol {y}}(t)} соответствует одно и только одно решение {\displaystyle {\boldsymbol {x}}(t)\quad }, и наоборот. 
Отметим, что тривиальному решению {\displaystyle {\boldsymbol {y}}\equiv 0\quad } соответствует тривиальное решение {\displaystyle {\boldsymbol {x}}\equiv 0\quad } и в силу линейности соотношений {\displaystyle \quad (11)} и {\displaystyle \quad (14)} различными решениям {\displaystyle {\boldsymbol {y_{1}}}(t)} и {\displaystyle {\boldsymbol {y_{2}}}(t)\quad } системы {\displaystyle \quad (2),} отвечают разные решения {\displaystyle {\boldsymbol {x_{1}}}(t)\quad } и {\displaystyle {\boldsymbol {x_{2}}}(t)\quad } системы {\displaystyle \quad (1),} и наоборот.
Для соответствующих решений {\displaystyle {\boldsymbol {x}}(t)\quad } и {\displaystyle {\boldsymbol {y}}(t)\quad } оценим норму их разности. Поскольку, это очевидно, что
{\displaystyle {\boldsymbol {x}}(t)=X(t-t_{0}){\boldsymbol {x}}(t_{0}),\qquad } где {\displaystyle {\boldsymbol {x}}(t_{0})} определяется формулой {\displaystyle \quad (9)}, то из формулы {\displaystyle \quad (8)} имеем
{\displaystyle {\boldsymbol {y}}(t)-{\boldsymbol {x}}(t)=\int _{t_{0}}^{t}X_{1}(t-\tau )B(\tau ){\boldsymbol {y}}(\tau )\,d\tau -\int _{t}^{\infty }X_{2}(t-\tau )B(\tau ){\boldsymbol {y}}(\tau )\,d\tau .}
Отсюда, учитывая, что 
{\displaystyle \lVert {\boldsymbol {y}}(t)\rVert =\lVert Y(t){\boldsymbol {y}}(t_{0})\lVert \leq \lVert Y(t)\rVert \lVert {\boldsymbol {y}}(t_{0})\rVert \leq k\,\lVert {\boldsymbol {y}}(t_{0})\rVert ,}  при {\displaystyle t\geq t_{0},}
на основе оценок {\displaystyle \quad (6)} и {\displaystyle \quad (7)} получаем 
{\displaystyle \lVert {\boldsymbol {y}}(t)-{\boldsymbol {x}}(t)\rVert \leq \int _{t_{0}}^{t}\lVert X_{1}(t-\tau )\rVert \lVert B(\tau )\rVert \lVert {\boldsymbol {y}}(\tau )\,d\tau +\int _{t}^{\infty }\lVert X_{2}(t-\tau )\rVert \lVert B(\tau )\rVert \lVert {\boldsymbol {y}}(\tau )\,d\tau \leq }
{\displaystyle \leq ak\,\lVert {\boldsymbol {y}}(t_{0})\lVert \int _{t_{0}}^{t}e^{-\alpha (t-\tau )}\lVert B(\tau )\rVert \,d\tau \,+\,bk\,\lVert {\boldsymbol {y}}(t_{0})\rVert \int _{t}^{\infty }\lVert B(\tau )\rVert \,d\tau .(15)}
Учитывая абсолютную интегрируемость матрицы {\displaystyle \quad B(t)} при {\displaystyle t\geq 2t_{0}} имеем{\displaystyle \int _{t_{0}}^{t}e^{-\alpha (t-\tau )}\lVert B(\tau )\rVert \,d\tau =\int _{t_{0}}^{\frac {t}{2}}e^{-\alpha (t-\tau )}\lVert B(\tau )\rVert \,d\tau \,+\,\int _{\frac {t}{2}}^{t}e^{-\alpha (t-\tau )}\lVert B(\tau )\rVert \,d\tau \leq }
{\displaystyle \leq e^{-{\frac {\alpha t}{2}}}\int _{0}^{\infty }\lVert B(\tau )\rVert \,d\tau \,+\,\int _{\frac {t}{2}}^{t}\lVert B(\tau )\rVert \,d\tau \,<\varepsilon \,,} если {\displaystyle \quad t>T.}
Итак, 
{\displaystyle \lim \limits _{t\to \infty }\int _{t_{0}}^{t}e^{-\alpha (t-\tau )}\lVert B(\tau )\rVert \,d\tau =0.}
Таким образом, из неравенства {\displaystyle \quad (15)}выводим
{\displaystyle \lim \limits _{t\to \infty }[x(t)-y(t)]=0,}
то есть системы {\displaystyle \quad (1)} и {\displaystyle \quad (2)} асимптотически эквивалентны.
Доказано.